# Поле (геральдика)
У геральдиці фон щита називається полем. Поле, як правило, складається з однієї або кількох тинктур (фарб або металів) або хутра. Поле може бути поділене або може складатися зі строкатого малюнка.
У рідкісних сучасних випадках поле або його частина не є полем, а показане у вигляді сцени з ландшафту або, як у випадку 329-ї винищувальної групи ВПС США, озолене як власне небо. Багато геральдистів розглядають ландшафтні поля як негеральдичні та принижені, оскільки вони кидають виклик геральдичному ідеалу простих, однозначнозабарвлених зображень, і їх не можна послідовно зрозуміти з блазону.
Герб Інверараю та Ради громади району Шотландії має як поле в морських хвилях. Правильна мова геральдики є дуже гнучкою, і практично будь-яке зображення може бути правильно оформлено, наприклад, "власне небо" може бути просто блакитним або блакитним, а "морські хвилі" можуть бути правильно позначені як у синьому полі 3 стрібні хвилясті бруски,що графічно буде втілено як 3 хвилясті товсті білі лінії на синьому полі.